# Gunung Tiga (Ulu Ogan)
Gunung Tiga is een bestuurslaag in het regentschap Ogan Komering Ulu van de provincie Zuid-Sumatra, Indonesië. Gunung Tiga telt 1526 inwoners (volkstelling 2010).